# Лапшин, Владимир Ильич (хоккеист)
Владимир Ильич Лапшин (15 марта 1957, Челябинск — 28 сентября 2014) — советский хоккеист, нападающий. Мастер спорта СССР. Тренер.

## Биография
Воспитанник СК ЧТЗ, тренер П. В. Дубровин.
Выступал за команды СКА Свердловск (1975/76 — 1976/77), «Трактор» Челябинск (1977/78 — 1980/81, 1982/83), «Металлург» Челябинск (1980/81, 1983/84 — 1985/86),
СК им. Салавата Юлаева (Уфа) (1981/82).
Работал тренером в школе челябинского «Металлурга». Среди воспитанников — Александр Гольц, Игорь Хацей, Михаил Емельянов, Андрей Ситников. Тренер, начальник женской команды «Ника» Челябинск.
Скончался 28 сентября 2014 года.